# 氯酸铁
氯酸铁是一种无机化合物，化学式为Fe(ClO3)3。它可由氯酸铵水溶液和氢氧化铁的反应制得。

## 物理性质
氯酸铁易溶于水，形成红黄色溶液。其碱式盐难溶于水。 